# Parvithracia melchior
Parvithracia melchior är en musselart som beskrevs av B.A. Marshall 2002. Parvithracia melchior ingår i släktet Parvithracia och familjen Thraciidae. Inga underarter finns listade i Catalogue of Life.